# 臺灣地方自治聯盟
臺灣地方自治聯盟，是1930年從臺灣民眾黨分裂出去的一個右翼政治團體。

## 歷史
1930年8月17日臺灣地方自治聯盟成立於臺中醉月樓酒家，出席者達227人，並推林獻堂、土屋達太郎為顧問；楊肇嘉、蔡式穀、李良弼、劉明哲、李瑞雲等5人為常務理事，成立後即於全島24個地方巡迴演講，鎖定「施行地方自治」此單一議題，主張確立民主主義，採取合法手段，以爭取政治自由與地方自治。
但自治聯盟常遭到民眾黨及左翼陣營的批評及抵制。民眾黨也做出決議，禁止黨員加入自治聯盟；為了貫徹此立場，民眾黨中執委決定「對於加入自治聯盟之黨員，付以兩週促其反省，若不退出自治聯盟者予以除名處分」。之後除林獻堂外，蔡培火、陳逢源等跨黨份子都遭除名，林氏也憤而退黨。左翼陣營方面，除了譏諷自治聯盟為「第二公益會」（公益會即親日派辜顯榮等人創立的組織），林秋梧主編的《赤道報》也曾予以譏諷，新台灣文化協會的《新台灣大眾時報》甚至直批「騙賊」、「理該碎屍萬段」。自治聯盟因其改良主义立场而成为少數被臺灣總督府接受的社會運動團體。
1931年（昭和6年），台灣總督府大舉鎮壓台灣的政治、社會團體，無論台灣民眾黨、新台灣文化協會、台灣共產黨、台灣農民組合等組織皆被查禁，其成員紛紛遭到搜捕。唯獨台灣地方自治聯盟還能正常運作。
台灣地方自治聯盟亦曾派員參加1935年（昭和10年）第一屆市會及街庄協議會員選舉，成績不錯，當選者包括劉傳來、沈榮等人:490。
1936年（昭和11年），發生祖國支那事件，讓林獻堂受到挫折。1937年（昭和12年）7月15日，台灣地方自治聯盟舉行「第四屆聯盟大會」，眾幹部決議解散組織。

### 引用
1. ↑  蔡博晏. . 《新北大史學》 (國立臺北大學歷史學系). 2019年2月, 24: 117–144  [2024-01-27]. （原始内容存档于2024-01-27）.
2. ↑  . 《新台灣大眾時報》. Vol. 2 no. 4 (東京). 1931年7月. 简明摘要 – 新台灣大衆時報.創刊號-二卷四期.
3. ↑  蔡培火; 陳逢源、林柏壽、吳三連、葉榮鐘. . 台北市: 自立晚報社. 1982年2月. 简明摘要 – 臺灣民族運動史.

### 來源列表
- 李筱峰. . 玉山社. 1999. ISBN 9789578246256.
- 簡炯仁. . 台北板橋: 稻香. 1991. ISBN 9789579405485.
- 葉榮鐘. . 台北: 自立晚報出版部. 1971.
- 台灣總督府警務局.  [《台灣社會運動史》]. 台北: 創造. 1989.
- 楊肇嘉. . 台北: 三民書局. 1970.
- 許世楷.  [日本統治下的台灣]. 東京: 東京大學出版會. 1972 （日语）.
- 陳君愷. . 國立編譯館. 2006. ISBN 9868125170.
- 陳翠蓮. . 新北市: 衛城. 2013. ISBN 9789868962637.

## 外部連結
- 臺灣大百科全書：臺灣地方自治聯盟 （页面存档备份，存于）